# Hat-trick
Un Hat-trick sau Hat trick este un termen sportiv de origine anglofonă care semnifică realizarea unei performanțe pozitive de trei sau mai multe ori în timpul unui joc. Termenul a fost pentru prima dată utilizat în 1858 într-un joc de cricket.
De regulă termenul e folosit în fotbal și hochei pentru a desemna marcarea a trei goluri într-un meci de către un singur jucător.
Performanțe similare sunt marcarea a două goluri de un jucător într-un meci - dublă, patru goluri - poker, cinci goluri - penta-trick.
Renumitul fotbalist brazilian Pelé a realizat 93 de hat-trickuri pe durata carierei sale.
Recordul mondial pentru cel mai rapid hat-trick îi aparține lui Tommy Ross, care evoluând pentru Ross County într-un meci contra lui Nairn County, a marcat trei goluri în doar 90 de secunde. Meciul a avut loc pe 28 noiembrie 1964 la Dingwall Ross-shire, Scoția.

## Legături externe
- Definiție hat-trick pe DEXonline